# Облицювальний камінь

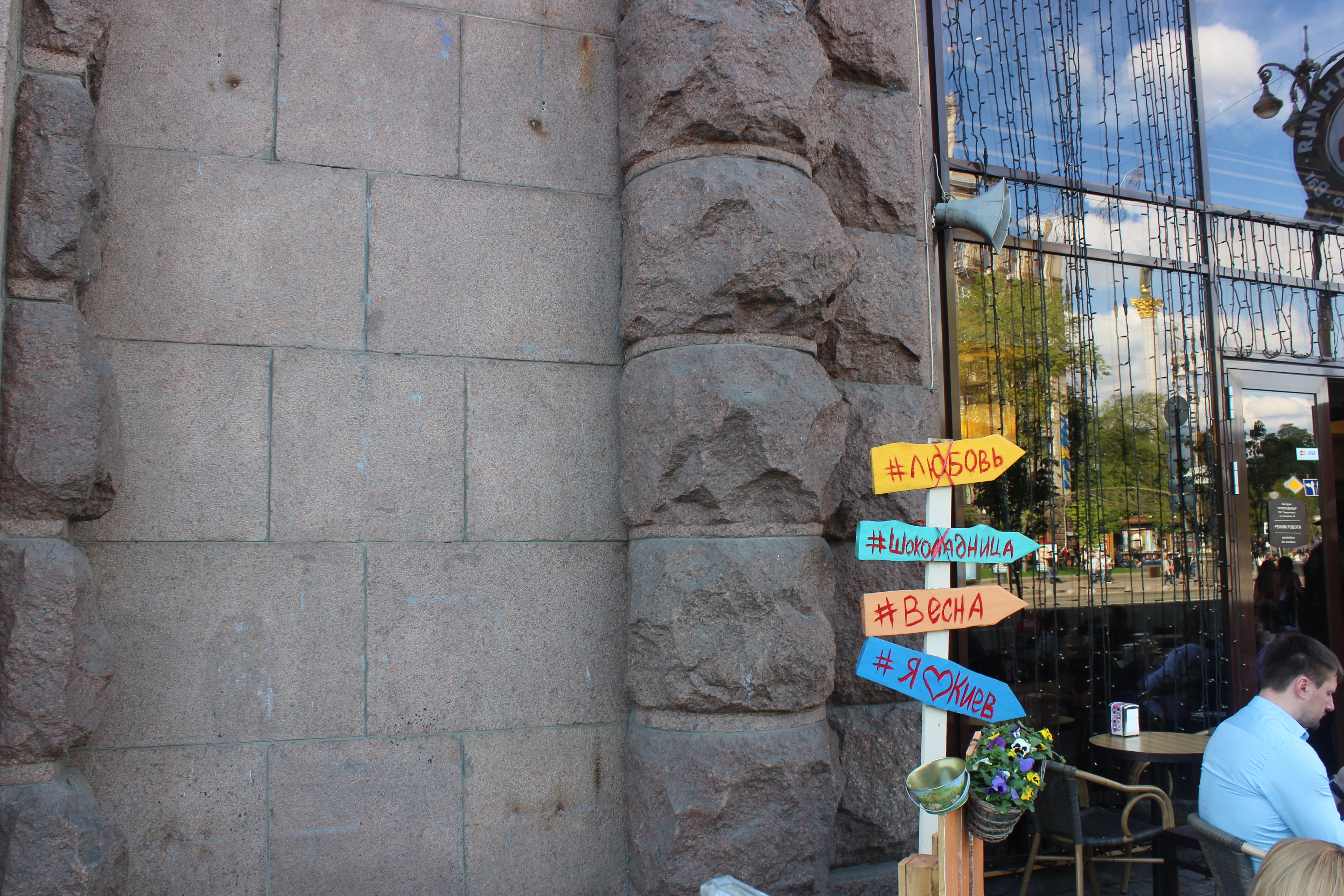
Облицювальний камінь. Київ. Хрещатик.

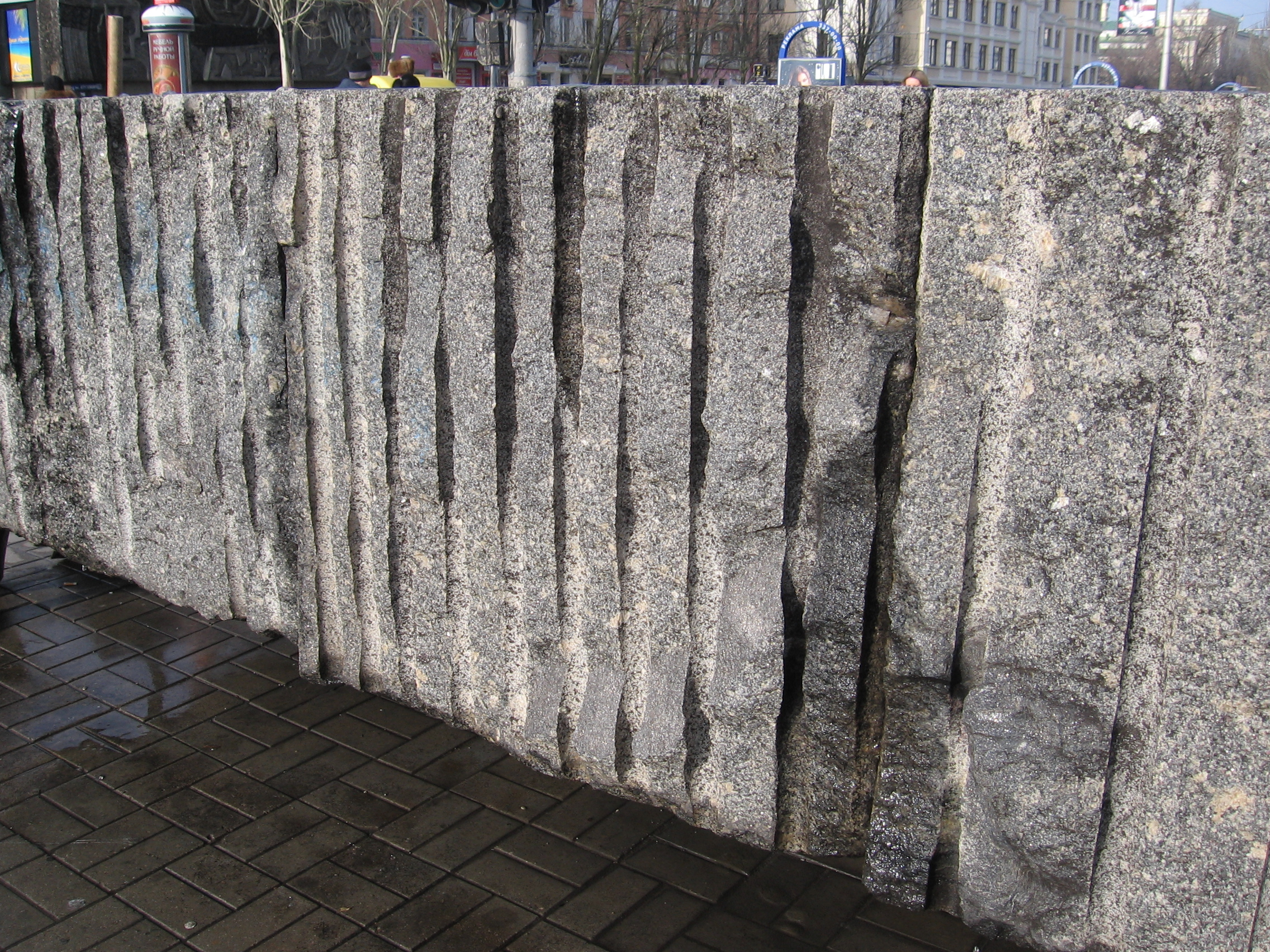
Облицювальний камінь. Донецьк.

Облицюва́льний ка́мінь (рос. облицовочный камень, англ. facing stone, ornamental stone; нім. Vormauerungsstein m, Verblendstein m) — гірські породи, що служать сировиною для облицювальних матеріалів.

## Загальний опис
Іноді під облицювальним каменем мають на увазі готову продукцію з природного каменю. Облицювальні камені поділяються на вивержені (граніти, сієніти, габро, базальти, туфи тощо), осадові (пісковики, вапняки, доломіт тощо) і метаморфічні (мармури, гнейси, кварцити тощо).
Класифікація за міцністю передбачає поділ на 3 групи, залежно від величини межі міцності на стиснення (в сухому стані):
- міцні (80 МПа і вище),
- середньої міцності (40—80 МПа)
- неміцні (до 40 МПа).

За довговічністю — на 4 класи:
- дуже довговічні (кварцити і дрібнозернисті граніти) — з початком руйнування через 650 років;
- довговічні (грубозернисті граніти, сієніти, габро, лабрадорити) — 220—350 років,
- відносно довговічні (білі мармури, вапняки і доломіт) — 75-120 років;
- недовговічні (кольорові мармури, гіпсові камені, пористі вапняки) 20—75 років.

Класифікація за декоративністю передбачає поділ облицювального каменю на 4 класи (високодекоративний, декоративний, малодекоративний і недекоративний). До облицювальних каменів, що використовуються в сучасному будівництві, висуваються вимоги щодо монолітності, міцності, морозостійкості, стираності.